# Safia ines
Safia ines là một loài bướm đêm trong họ Noctuidae.